# Juan Behrensen
Juan Walter Behrensen (* 27. April 1904 in Santa Fe; † 13. August 1981) war ein argentinischer Schwimmer.

## Karriere
Behrensen begann seine sportliche Karriere bereits in jungen Jahren. Im Jahr 1923 stellte er einen neuen argentinischen Rekord über 1500 m Freistil auf und erzielte außerdem einen südamerikanischen Rekord über 100 m Rücken. Bei den Olympischen Spielen 1924 in Paris trat er im Wettbewerb über 4 × 200 m Freistil an. Die argentinische Mannschaft schied im Vorlauf aus und verpasste somit die Qualifikation für das Halbfinale. Für den Wettbewerb über 100 m Rücken war Behrensen ebenfalls gemeldet, trat aber nicht an. Ab 1925 wandte er sich dem Rudersport zu und errang in den folgenden Jahren mehrfach die argentinische Meisterschaft im Einer sowie im Doppelzweier – Letzteres gemeinsam mit Enrique Elliot.